# HD 32188
HD 32188，又名BD+41 1044，SAO 39979、HR 1615，是一颗恒星，视星等为6.14，位于銀經164.82，銀緯-0.08，其B1900.0坐标为赤經4h 56m 17.6s，赤緯+41° -0.08′ 50″。